# 7e étape du Tour d'Italie 2022
Pour un article plus général, voir Tour d'Italie 2022.
La 7e étape du Tour d'Italie 2022 se déroule le vendredi 13 mai 2022 de Diamante (Calabre) à Potenza (Basilicate), en Italie, sur une distance de 198 km.

## Parcours
La septième étape de cette 105e édition du Tour d'Italie présente un profil accidenté, de moyenne montagne, avec 4 490 m de dénivelé. D'abord, les coureurs longent la côte de la Mer Tyrrhénienne, jusqu'à la première ascension répertoriée de la journée : le Passo Colla (9,3 km à 4,5 %, 3C). Passé Maratea, le parcours ondule continuellement, avec des pentes plus ou moins fortes. Ainsi, les coureurs entrent dans le massif des Apennins du Sud, marqué par le Monte Sirino (24,4 km à 3,8 %, 1C), le Monte Grande di Viggiano (6,6 km à 9,1 %, 2C) et la Sellata (7,8 km à 5,9 %, 3C) ; le sommet de ce dernier se situe à environ 24 km de l'arrivée. Tout au long du parcours, les routes sont généralement étroites et endommagées par endroits, au fil des virages à flanc de la montagne. Le final dans Potenza est technique : l'itinéraire monte à travers le centre-ville, avec de fortes pentes, puis descend sur de larges avenues pavées ; de plus, un court tunnel se situe à deux kilomètres de l'arrivée. Les 350 derniers mètres ont une pente moyenne de 8 %, avec une maximale à 13 %.

## Déroulement de la course
Fiévreux, le Danois Michael Morkov, poisson-pilote du sprinteur britannique Mark Cavendish (Quick-Step Alpha Vinyl), est non-partant.
Dès le départ, nombreux sont les coureurs qui souhaitent prendre l'échappée, la victoire d'étape leur semblant promise. Malgré quelques tentatives, notamment celle du Belge Thomas De Gendt (Lotto-Soudal), aucun coureur ne parvient à s'extirper du peloton, dans les trente premiers kilomètres.
Dans le Passo Colla, le peloton s'éparpille ; derrière, les sprinteurs forment le gruppetto ; devant, le Néerlandais Wouter Poels (Bahrain Victorious) part en solitaire. Au sommet, ce dernier passe avec dix-huit secondes d'avance sur le Français Anthony Perez (Cofidis) et l'Italien Davide Formolo (UAE Team Emirates), rapidement suivi par le peloton principal. Dans la descente, les trois coureurs de front s'unissent ; derrière, certains coureurs glissent sur la chaussée humide et trois coureurs abandonnent : le Britannique Owain Doull (EF Education-EasyPost), l'Espagnol Sergio Samitier (Movistar) et l'Italien Samuele Zoccarato (Colpack-Ballan). Dans cette même descente, un groupe de trois coureurs prennent quelques centaines de mètres d'avance : les deux coureurs équatoriens d'INEOS Grenadiers, Jhonatan Narváez et le champion olympique Richard Carapaz, accompagnés du Néerlandais Mathieu Van der Poel (Alpecin-Fenix). Ces derniers reviennent sur une échappée, alors composée de douze coureurs. Dans la montée de la seconde ascension répertoriée de la journée, le champion olympique, favori à la victoire finale, est repris par le groupe principal.
A 128 kilomètres de l'arrivée, une véritable échappée semble se former, avec quatre coureurs : les deux Italiens Davide Formolo (UAE Team Emirates) et Davide Villella (Cofidis) et les deux Néerlandais Koen Bouwman (Jumbo-Visma) et Wouter Poels. Ils sont rapidement rejoints par deux autres Néerlandais Tom Dumoulin (Jumbo-Visma) et Bauke Mollema (Trek-Segafredo) et le Colombien Diego Camargo Pineda (EF Education-EasyPost).
Au sommet du Monte Sirino, les points du classement de la montagne sont disputés. Koen Bouwman passe devant Wouter Poels, Davide Formolo et Bauke Mollema. Le peloton principal passe avec cinq minutes et trente secondes de retard. Etant le mieux placé au classement général à 5' 30" de l'Espagnol Juan Pedro López (Trek-Segafredo), Bouwman est virtuellement maillot rose ; situé à 5' 49", Mollema, coéquipier de l'Espagnol, peut aussi espérer revêtir le maillot symbolique.
Au sprint intermédiaire de Viggiano, Koen Bouwman passe en tête dans l'échappée ; le peloton passe avec cinq minutes et vingt-trois secondes de retard. Au sommet du Monte Grande di Viggiano, c'est encore une fois Bouwman qui passe en tête devant Davide Formolo ; le Néerlandais prend la première place au classement de la montagne du Tour d'Italie et prend le maglia azzurra à l'Allemand Lennard Kämna (Bora-Hansgrohe). Le peloton principal passe avec cinq minutes et trente-deux secondes de retard, où les favoris à la victoire finale se replacent et commencent à reprendre leur temps perdu sur l'échappée.
Dans la montée de la Sellata, Tom Dumoulin accélère. En sursis depuis de nombreux kilomètres, Camargo et Villella lâchent. Mollema et Formolo attaquent chacun leur tour. Un temps lâché, Bouwman récidive en passant en tête du sommet, devant l'Italien. Le groupe maillot rose passe avec trois minutes et vingt secondes de retard. Au sprint intermédiaire du centre-ville de Potenza, Bauke Mollema passe en tête devant Koen Bouwman, avec seize secondes d'avance sur Tom Dumoulin, qui ne parvient pas à suivre les différentes attaques, et près de trois minutes sur le peloton principal.
Dans le final, Tom Dumoulin revient sur le trio de devant et se sacrifie pour son coéquipier. Au pied du mur au bout duquel la ligne d'arrivée est tracée, le Néerlandais propulse Koen Bouwman dans de parfaites conditions, qui place directement une forte attaque, creusant un écart important sur Bauke Mollema et Davide Formolo. Au bout d'une étape très accidentée, le Néerlandais remporte sa troisième victoire professionnelle, après la 3e étape du Critérium du Dauphiné 2017 et la 1re étape de l'UAE Tour 2019, et sa première étape sur un grand tour. A la même occasion, il récupère le maillot bleu du classement de la montagne des épaules de Lennard Kämna.
Au niveau des différents classements : Juan Pedro López conserve son maillot rose et son maillot blanc ; le Français Arnaud Démare (Groupama FDJ) garde son maillot cyclamen. Lennard Kämna perd son maillot bleu, au profit du vainqueur du jour Koen Bouwman. L'équipe Trek-Segafredo récupère la première place du classement par équipes, qui était détenue par la Bora-Hansgrohe.

## Résultats

### Classement de l'étape
| \| Classement de l'étape \| Classement de l'étape \| Classement de l'étape \| Classement de l'étape \| Classement de l'étape \| \| Coureur \| Coureur \| Pays \| Équipe \| Temps \| \| --------------------- \| --------------------- \| --------------------- \| --------------------- \| --------------------- \| \| 1er \| Koen Bouwman \| Pays-Bas \| Jumbo-Visma \| 5 h 12 min 30 s \| \| 2e \| Bauke Mollema \| Pays-Bas \| Trek-Segafredo \| + 2 s \| \| 3e \| Davide Formolo \| Italie \| UAE Team Emirates \| + 2 s \| \| 4e \| Tom Dumoulin \| Pays-Bas \| Jumbo-Visma \| + 19 s \| \| 5e \| Davide Villella \| Italie \| Cofidis \| + 2 min 25 s \| \| 6e \| Lennard Kämna \| Allemagne \| Bora-Hansgrohe \| + 2 min 59 s \| \| 7e \| Vincenzo Albanese \| Italie \| Eolo-Kometa \| + 2 min 59 s \| \| 8e \| João Almeida \| Portugal \| UAE Team Emirates \| + 2 min 59 s \| \| 9e \| Alejandro Valverde \| Espagne \| Movistar Team \| + 2 min 59 s \| \| 10e \| Richard Carapaz \| Équateur \| Ineos Grenadiers \| + 2 min 59 s \| |                    |           |                   |                 |
| |                    |           |                   |                 |
| Source : ProCyclingStats |                    |           |                   |                 |
| Classement de l'étape |                    |           |                   |                 |
| Coureur | Coureur            | Pays      | Équipe            | Temps           |
| 1er | Koen Bouwman       | Pays-Bas  | Jumbo-Visma       | 5 h 12 min 30 s |
| 2e | Bauke Mollema      | Pays-Bas  | Trek-Segafredo    | + 2 s           |
| 3e | Davide Formolo     | Italie    | UAE Team Emirates | + 2 s           |
| 4e | Tom Dumoulin       | Pays-Bas  | Jumbo-Visma       | + 19 s          |
| 5e | Davide Villella    | Italie    | Cofidis           | + 2 min 25 s    |
| 6e | Lennard Kämna      | Allemagne | Bora-Hansgrohe    | + 2 min 59 s    |
| 7e | Vincenzo Albanese  | Italie    | Eolo-Kometa       | + 2 min 59 s    |
| 8e | João Almeida       | Portugal  | UAE Team Emirates | + 2 min 59 s    |
| 9e | Alejandro Valverde | Espagne   | Movistar Team     | + 2 min 59 s    |
| 10e | Richard Carapaz    | Équateur  | Ineos Grenadiers  | + 2 min 59 s    |

### Points attribués pour le classement par points
| Sprint intermédiaire Viggiano (km 126) | Sprint intermédiaire Viggiano (km 126) | Sprint intermédiaire Viggiano (km 126) | Sprint intermédiaire Viggiano (km 126) | Sprint intermédiaire Viggiano (km 126) |
| -------------------------------------- | -------------------------------------- | -------------------------------------- | -------------------------------------- | -------------------------------------- |
|                                        | Coureur                                | Pays                                   | Équipe                                 | Point(s)                               |
| 1er                                    | Koen Bouwman                           | Pays-Bas                               | Jumbo-Visma                            | 12                                     |
| 2e                                     | Davide Villella                        | Italie                                 | Cofidis                                | 8                                      |
| 3e                                     | Davide Formolo                         | Italie                                 | UAE Emirates                           | 6                                      |
| 4e                                     | Wout Poels                             | Pays-Bas                               | Bahrain Victorious                     | 5                                      |
| 5e                                     | Bauke Mollema                          | Pays-Bas                               | Trek-Segafredo                         | 4                                      |
| 6e                                     | Tom Dumoulin                           | Pays-Bas                               | Jumbo-Visma                            | 3                                      |
| 7e                                     | Diego Camargo                          | Colombie                               | EF Education-EasyPost                  | 2                                      |
| 8e                                     | Dario Cataldo                          | Italie                                 | Trek-Segafredo                         | 1                                      |
| modifier                               |                                        |                                        |                                        |                                        |

| Arrivée d'étape Potenza (km 196) | Arrivée d'étape Potenza (km 196) | Arrivée d'étape Potenza (km 196) | Arrivée d'étape Potenza (km 196) | Arrivée d'étape Potenza (km 196) |
| -------------------------------- | -------------------------------- | -------------------------------- | -------------------------------- | -------------------------------- |
|                                  | Coureur                          | Pays                             | Équipe                           | Point(s)                         |
| 1er                              | Koen Bouwman                     | Pays-Bas                         | Jumbo-Visma                      | 15                               |
| 2e                               | Bauke Mollema                    | Pays-Bas                         | Trek-Segafredo                   | 12                               |
| 3e                               | Davide Formolo                   | Italie                           | UAE Emirates                     | 9                                |
| 4e                               | Tom Dumoulin                     | Pays-Bas                         | Jumbo-Visma                      | 7                                |
| 5e                               | Davide Villella                  | Italie                           | Cofidis                          | 6                                |
| 6e                               | Lennard Kämna                    | Allemagne                        | Bora-Hansgrohe                   | 5                                |
| 7e                               | Vincenzo Albanese                | Italie                           | Eolo-Kometa                      | 4                                |
| 8e                               | João Almeida                     | Portugal                         | UAE Emirates                     | 3                                |
| 9e                               | Alejandro Valverde               | Espagne                          | Movistar                         | 2                                |
| 10e                              | Richard Carapaz                  | Équateur                         | Ineos Grenadiers                 | 1                                |
| modifier                         |                                  |                                  |                                  |                                  |

### Points attribués pour le classement du meilleur grimpeur
| Passo Colla (km 45,6) 3e catégorie (9,3 km à 4,5%) | Passo Colla (km 45,6) 3e catégorie (9,3 km à 4,5%) | Passo Colla (km 45,6) 3e catégorie (9,3 km à 4,5%) | Passo Colla (km 45,6) 3e catégorie (9,3 km à 4,5%) | Passo Colla (km 45,6) 3e catégorie (9,3 km à 4,5%) |
| -------------------------------------------------- | -------------------------------------------------- | -------------------------------------------------- | -------------------------------------------------- | -------------------------------------------------- |
|                                                    | Coureur                                            | Pays                                               | Équipe                                             | Point(s)                                           |
| 1er                                                | Wout Poels                                         | Pays-Bas                                           | Bahrain Victorious                                 | 9                                                  |
| 2e                                                 | Davide Formolo                                     | Italie                                             | UAE Emirates                                       | 4                                                  |
| 3e                                                 | Anthony Perez                                      | France                                             | Cofidis                                            | 2                                                  |
| 4e                                                 | Koen Bouwman                                       | Pays-Bas                                           | Jumbo-Visma                                        | 1                                                  |
| modifier                                           |                                                    |                                                    |                                                    |                                                    |

| Monte Sirino (km 90,1) 1re catégorie (24,4 km à 3,8%) | Monte Sirino (km 90,1) 1re catégorie (24,4 km à 3,8%) | Monte Sirino (km 90,1) 1re catégorie (24,4 km à 3,8%) | Monte Sirino (km 90,1) 1re catégorie (24,4 km à 3,8%) | Monte Sirino (km 90,1) 1re catégorie (24,4 km à 3,8%) |
| ----------------------------------------------------- | ----------------------------------------------------- | ----------------------------------------------------- | ----------------------------------------------------- | ----------------------------------------------------- |
|                                                       | Coureur                                               | Pays                                                  | Équipe                                                | Point(s)                                              |
| 1er                                                   | Koen Bouwman                                          | Pays-Bas                                              | Jumbo-Visma                                           | 40                                                    |
| 2e                                                    | Wout Poels                                            | Pays-Bas                                              | Bahrain Victorious                                    | 18                                                    |
| 3e                                                    | Bauke Mollema                                         | Pays-Bas                                              | Trek-Segafredo                                        | 12                                                    |
| 4e                                                    | Davide Formolo                                        | Italie                                                | UAE Emirates                                          | 9                                                     |
| 5e                                                    | Tom Dumoulin                                          | Pays-Bas                                              | Jumbo-Visma                                           | 6                                                     |
| 6e                                                    | Davide Villella                                       | Italie                                                | Cofidis                                               | 4                                                     |
| 7e                                                    | Diego Camargo                                         | Colombie                                              | EF Education-EasyPost                                 | 2                                                     |
| 8e                                                    | Lawson Craddock                                       | États-Unis                                            | BikeExchange Jayco                                    | 1                                                     |
| modifier                                              |                                                       |                                                       |                                                       |                                                       |

| Montagna Grande di Viggiano (km 135,6) 2e catégorie (6,6 km à 9,1%) | Montagna Grande di Viggiano (km 135,6) 2e catégorie (6,6 km à 9,1%) | Montagna Grande di Viggiano (km 135,6) 2e catégorie (6,6 km à 9,1%) | Montagna Grande di Viggiano (km 135,6) 2e catégorie (6,6 km à 9,1%) | Montagna Grande di Viggiano (km 135,6) 2e catégorie (6,6 km à 9,1%) |
| ------------------------------------------------------------------- | ------------------------------------------------------------------- | ------------------------------------------------------------------- | ------------------------------------------------------------------- | ------------------------------------------------------------------- |
|                                                                     | Coureur                                                             | Pays                                                                | Équipe                                                              | Point(s)                                                            |
| 1er                                                                 | Koen Bouwman                                                        | Pays-Bas                                                            | Jumbo-Visma                                                         | 18                                                                  |
| 2e                                                                  | Davide Formolo                                                      | Italie                                                              | UAE Emirates                                                        | 8                                                                   |
| 3e                                                                  | Bauke Mollema                                                       | Pays-Bas                                                            | Trek-Segafredo                                                      | 6                                                                   |
| 4e                                                                  | Tom Dumoulin                                                        | Pays-Bas                                                            | Jumbo-Visma                                                         | 4                                                                   |
| 5e                                                                  | Diego Camargo                                                       | Colombie                                                            | EF Education-EasyPost                                               | 2                                                                   |
| 6e                                                                  | Davide Villella                                                     | Italie                                                              | Cofidis                                                             | 1                                                                   |
| modifier                                                            |                                                                     |                                                                     |                                                                     |                                                                     |

| La Sellata (km 172,2) 3e catégorie (7,8 km à 5,9%) | La Sellata (km 172,2) 3e catégorie (7,8 km à 5,9%) | La Sellata (km 172,2) 3e catégorie (7,8 km à 5,9%) | La Sellata (km 172,2) 3e catégorie (7,8 km à 5,9%) | La Sellata (km 172,2) 3e catégorie (7,8 km à 5,9%) |
| -------------------------------------------------- | -------------------------------------------------- | -------------------------------------------------- | -------------------------------------------------- | -------------------------------------------------- |
|                                                    | Coureur                                            | Pays                                               | Équipe                                             | Point(s)                                           |
| 1er                                                | Koen Bouwman                                       | Pays-Bas                                           | Jumbo-Visma                                        | 9                                                  |
| 2e                                                 | Davide Formolo                                     | Italie                                             | UAE Emirates                                       | 4                                                  |
| 3e                                                 | Bauke Mollema                                      | Pays-Bas                                           | Trek-Segafredo                                     | 2                                                  |
| 4e                                                 | Tom Dumoulin                                       | Pays-Bas                                           | Jumbo-Visma                                        | 1                                                  |
| modifier                                           |                                                    |                                                    |                                                    |                                                    |

### Classements aux points intermédiaires
| Sprint intermédiaire Viggiano (km 126) | Sprint intermédiaire Viggiano (km 126) | Sprint intermédiaire Viggiano (km 126) | Sprint intermédiaire Viggiano (km 126) | Sprint intermédiaire Viggiano (km 126) |
| -------------------------------------- | -------------------------------------- | -------------------------------------- | -------------------------------------- | -------------------------------------- |
|                                        | Coureur                                | Pays                                   | Équipe                                 | Point(s)                               |
| 1er                                    | Koen Bouwman                           | Pays-Bas                               | Jumbo-Visma                            | 10                                     |
| 2e                                     | Davide Villella                        | Italie                                 | Cofidis                                | 6                                      |
| 3e                                     | Davide Formolo                         | Italie                                 | UAE Emirates                           | 3                                      |
| 4e                                     | Wout Poels                             | Pays-Bas                               | Bahrain Victorious                     | 2                                      |
| 5e                                     | Bauke Mollema                          | Pays-Bas                               | Trek-Segafredo                         | 1                                      |
| modifier                               |                                        |                                        |                                        |                                        |

| Sprint intermédiaire Potenza centre (km 189) | Sprint intermédiaire Potenza centre (km 189) | Sprint intermédiaire Potenza centre (km 189) | Sprint intermédiaire Potenza centre (km 189) | Sprint intermédiaire Potenza centre (km 189) |
| -------------------------------------------- | -------------------------------------------- | -------------------------------------------- | -------------------------------------------- | -------------------------------------------- |
|                                              | Coureur                                      | Pays                                         | Équipe                                       | Point(s)                                     |
| 1er                                          | Bauke Mollema                                | Pays-Bas                                     | Trek-Segafredo                               | 10                                           |
| 2e                                           | Koen Bouwman                                 | Pays-Bas                                     | Jumbo-Visma                                  | 6                                            |
| 3e                                           | Davide Formolo                               | Italie                                       | UAE Emirates                                 | 3                                            |
| 4e                                           | Tom Dumoulin                                 | Pays-Bas                                     | Cofidis                                      | 2                                            |
| 5e                                           | Davide Villella                              | Italie                                       | Cofidis                                      | 1                                            |
| modifier                                     |                                              |                                              |                                              |                                              |

### Bonifications
|   | Coureur        | Pays     | Équipe         | Secondes |
| - | -------------- | -------- | -------------- | -------- |
| 1 | Bauke Mollema  | Pays-Bas | Trek-Segafredo | 3 s      |
| 2 | Koen Bouwman   | Pays-Bas | Jumbo-Visma    | 2 s      |
| 3 | Davide Formolo | Italie   | UAE Emirates   | 1 s      |

|   | Coureur        | Pays     | Équipe         | Secondes |
| - | -------------- | -------- | -------------- | -------- |
| 1 | Koen Bouwman   | Pays-Bas | Jumbo-Visma    | 10 s     |
| 2 | Bauke Mollema  | Pays-Bas | Trek-Segafredo | 6 s      |
| 3 | Davide Formolo | Italie   | UAE Emirates   | 4 s      |

## Classements à l'issue de l'étape

### Classement général
| \| Classement général \| Classement général \| Classement général \| Classement général \| Classement général \| \| Coureur \| Coureur \| Pays \| Équipe \| Temps \| \| ------------------ \| ------------------ \| ------------------ \| ---------------------------------- \| ------------------ \| \| 1er \| Juan Pedro López \| Espagne \| Trek-Segafredo \| 28 h 39 min 05 s \| \| 2e \| Lennard Kämna \| Allemagne \| Bora-Hansgrohe \| + 38 s \| \| 3e \| Rein Taaramäe \| Estonie \| Intermarché-Wanty-Gobert Matériaux \| + 58 s \| \| 4e \| Simon Yates \| Royaume-Uni \| BikeExchange-Jayco \| + 1 min 42 s \| \| 5e \| Mauri Vansevenant \| Belgique \| Quick-Step Alpha Vinyl \| + 1 min 47 s \| \| 6e \| Wilco Kelderman \| Pays-Bas \| Bora-Hansgrohe \| + 1 min 55 s \| \| 7e \| João Almeida \| Portugal \| UAE Team Emirates \| + 1 min 58 s \| \| 8e \| Pello Bilbao \| Espagne \| Bahrain Victorious \| + 2 min 00 s \| \| 9e \| Richie Porte \| Australie \| Ineos Grenadiers \| + 2 min 04 s \| \| 10e \| Romain Bardet \| France \| Team DSM \| + 2 min 06 s \| |                   |             |                                    |                  |
| |                   |             |                                    |                  |
| Source : ProCyclingStats |                   |             |                                    |                  |
| Classement général |                   |             |                                    |                  |
| Coureur | Coureur           | Pays        | Équipe                             | Temps            |
| 1er | Juan Pedro López  | Espagne     | Trek-Segafredo                     | 28 h 39 min 05 s |
| 2e | Lennard Kämna     | Allemagne   | Bora-Hansgrohe                     | + 38 s           |
| 3e | Rein Taaramäe     | Estonie     | Intermarché-Wanty-Gobert Matériaux | + 58 s           |
| 4e | Simon Yates       | Royaume-Uni | BikeExchange-Jayco                 | + 1 min 42 s     |
| 5e | Mauri Vansevenant | Belgique    | Quick-Step Alpha Vinyl             | + 1 min 47 s     |
| 6e | Wilco Kelderman   | Pays-Bas    | Bora-Hansgrohe                     | + 1 min 55 s     |
| 7e | João Almeida      | Portugal    | UAE Team Emirates                  | + 1 min 58 s     |
| 8e | Pello Bilbao      | Espagne     | Bahrain Victorious                 | + 2 min 00 s     |
| 9e | Richie Porte      | Australie   | Ineos Grenadiers                   | + 2 min 04 s     |
| 10e | Romain Bardet     | France      | Team DSM                           | + 2 min 06 s     |

| Classement par points | Classement par points | Classement par points | Classement par points              | Classement par points |
| Coureur               | Coureur               | Pays                  | Équipe                             | Points                |
| --------------------- | --------------------- | --------------------- | ---------------------------------- | --------------------- |
| 1er                   | Arnaud Démare         | France                | Groupama-FDJ                       | 147 pts               |
| 2e                    | Biniam Girmay         | Érythrée              | Intermarché-Wanty-Gobert Matériaux | 94 pts                |
| 3e                    | Mark Cavendish        | Royaume-Uni           | Quick-Step Alpha Vinyl             | 78 pts                |
| 4e                    | Mathieu van der Poel  | Pays-Bas              | Alpecin-Fenix                      | 62 pts                |
| 5e                    | Fernando Gaviria      | Colombie              | UAE Team Emirates                  | 54 pts                |
| 6e                    | Giacomo Nizzolo       | Italie                | Israel-Premier Tech                | 54 pts                |
| 7e                    | Filippo Tagliani      | Italie                | Drone Hopper-Androni Giocattoli    | 45 pts                |
| 8e                    | Caleb Ewan            | Australie             | Lotto-Soudal                       | 43 pts                |
| 9e                    | Phil Bauhaus          | Allemagne             | Bahrain Victorious                 | 30 pts                |
| 10e                   | Koen Bouwman          | Pays-Bas              | Jumbo-Visma                        | 27 pts                |

| Classement par points | Classement par points | Classement par points | Classement par points              | Classement par points |
| Coureur               | Coureur               | Pays                  | Équipe                             | Points                |
| --------------------- | --------------------- | --------------------- | ---------------------------------- | --------------------- |
| 1er                   | Arnaud Démare         | France                | Groupama-FDJ                       | 147 pts               |
| 2e                    | Biniam Girmay         | Érythrée              | Intermarché-Wanty-Gobert Matériaux | 94 pts                |
| 3e                    | Mark Cavendish        | Royaume-Uni           | Quick-Step Alpha Vinyl             | 78 pts                |
| 4e                    | Mathieu van der Poel  | Pays-Bas              | Alpecin-Fenix                      | 62 pts                |
| 5e                    | Fernando Gaviria      | Colombie              | UAE Team Emirates                  | 54 pts                |
| 6e                    | Giacomo Nizzolo       | Italie                | Israel-Premier Tech                | 54 pts                |
| 7e                    | Filippo Tagliani      | Italie                | Drone Hopper-Androni Giocattoli    | 45 pts                |
| 8e                    | Caleb Ewan            | Australie             | Lotto-Soudal                       | 43 pts                |
| 9e                    | Phil Bauhaus          | Allemagne             | Bahrain Victorious                 | 30 pts                |
| 10e                   | Koen Bouwman          | Pays-Bas              | Jumbo-Visma                        | 27 pts                |

| Classement de la montagne | Classement de la montagne | Classement de la montagne | Classement de la montagne          | Classement de la montagne |
| Coureur                   | Coureur                   | Pays                      | Équipe                             | Points                    |
| ------------------------- | ------------------------- | ------------------------- | ---------------------------------- | ------------------------- |
| 1er                       | Koen Bouwman              | Pays-Bas                  | Jumbo-Visma                        | 68 pts                    |
| 2e                        | Lennard Kämna             | Allemagne                 | Bora-Hansgrohe                     | 43 pts                    |
| 3e                        | Wout Poels                | Pays-Bas                  | Bahrain Victorious                 | 27 pts                    |
| 4e                        | Davide Formolo            | Italie                    | UAE Team Emirates                  | 25 pts                    |
| 5e                        | Bauke Mollema             | Pays-Bas                  | Trek-Segafredo                     | 20 pts                    |
| 6e                        | Mirco Maestri             | Italie                    | Eolo-Kometa                        | 18 pts                    |
| 7e                        | Juan Pedro López          | Espagne                   | Trek-Segafredo                     | 18 pts                    |
| 8e                        | Rein Taaramäe             | Estonie                   | Intermarché-Wanty-Gobert Matériaux | 12 pts                    |
| 9e                        | Tom Dumoulin              | Pays-Bas                  | Jumbo-Visma                        | 11 pts                    |
| 10e                       | Sylvain Moniquet          | Belgique                  | Lotto-Soudal                       | 9 pts                     |

| Classement de la montagne | Classement de la montagne | Classement de la montagne | Classement de la montagne          | Classement de la montagne |
| Coureur                   | Coureur                   | Pays                      | Équipe                             | Points                    |
| ------------------------- | ------------------------- | ------------------------- | ---------------------------------- | ------------------------- |
| 1er                       | Koen Bouwman              | Pays-Bas                  | Jumbo-Visma                        | 68 pts                    |
| 2e                        | Lennard Kämna             | Allemagne                 | Bora-Hansgrohe                     | 43 pts                    |
| 3e                        | Wout Poels                | Pays-Bas                  | Bahrain Victorious                 | 27 pts                    |
| 4e                        | Davide Formolo            | Italie                    | UAE Team Emirates                  | 25 pts                    |
| 5e                        | Bauke Mollema             | Pays-Bas                  | Trek-Segafredo                     | 20 pts                    |
| 6e                        | Mirco Maestri             | Italie                    | Eolo-Kometa                        | 18 pts                    |
| 7e                        | Juan Pedro López          | Espagne                   | Trek-Segafredo                     | 18 pts                    |
| 8e                        | Rein Taaramäe             | Estonie                   | Intermarché-Wanty-Gobert Matériaux | 12 pts                    |
| 9e                        | Tom Dumoulin              | Pays-Bas                  | Jumbo-Visma                        | 11 pts                    |
| 10e                       | Sylvain Moniquet          | Belgique                  | Lotto-Soudal                       | 9 pts                     |

| Classement du meilleur jeune | Classement du meilleur jeune | Classement du meilleur jeune | Classement du meilleur jeune | Classement du meilleur jeune |
| Coureur                      | Coureur                      | Pays                         | Équipe                       | Temps                        |
| ---------------------------- | ---------------------------- | ---------------------------- | ---------------------------- | ---------------------------- |
| 1er                          | Juan Pedro López             | Espagne                      | Trek-Segafredo               | 28 h 39 min 05 s             |
| 2e                           | Mauri Vansevenant            | Belgique                     | Quick-Step Alpha Vinyl       | + 1 min 47 s                 |
| 3e                           | João Almeida                 | Portugal                     | UAE Team Emirates            | + 1 min 58 s                 |
| 4e                           | Thymen Arensman              | Pays-Bas                     | Team DSM                     | + 2 min 15 s                 |
| 5e                           | Santiago Buitrago            | Colombie                     | Bahrain Victorious           | + 2 min 18 s                 |
| 6e                           | Iván Sosa                    | Colombie                     | Movistar Team                | + 3 min 05 s                 |
| 7e                           | Pavel Sivakov                | France                       | Ineos Grenadiers             | + 3 min 14 s                 |
| 8e                           | Tobias Foss                  | Norvège                      | Jumbo-Visma                  | + 4 min 14 s                 |
| 9e                           | Gijs Leemreize               | Pays-Bas                     | Jumbo-Visma                  | + 5 min 19 s                 |
| 10e                          | Felix Gall                   | Autriche                     | AG2R Citroën Team            | + 6 min 48 s                 |

| Classement du meilleur jeune | Classement du meilleur jeune | Classement du meilleur jeune | Classement du meilleur jeune | Classement du meilleur jeune |
| Coureur                      | Coureur                      | Pays                         | Équipe                       | Temps                        |
| ---------------------------- | ---------------------------- | ---------------------------- | ---------------------------- | ---------------------------- |
| 1er                          | Juan Pedro López             | Espagne                      | Trek-Segafredo               | 28 h 39 min 05 s             |
| 2e                           | Mauri Vansevenant            | Belgique                     | Quick-Step Alpha Vinyl       | + 1 min 47 s                 |
| 3e                           | João Almeida                 | Portugal                     | UAE Team Emirates            | + 1 min 58 s                 |
| 4e                           | Thymen Arensman              | Pays-Bas                     | Team DSM                     | + 2 min 15 s                 |
| 5e                           | Santiago Buitrago            | Colombie                     | Bahrain Victorious           | + 2 min 18 s                 |
| 6e                           | Iván Sosa                    | Colombie                     | Movistar Team                | + 3 min 05 s                 |
| 7e                           | Pavel Sivakov                | France                       | Ineos Grenadiers             | + 3 min 14 s                 |
| 8e                           | Tobias Foss                  | Norvège                      | Jumbo-Visma                  | + 4 min 14 s                 |
| 9e                           | Gijs Leemreize               | Pays-Bas                     | Jumbo-Visma                  | + 5 min 19 s                 |
| 10e                          | Felix Gall                   | Autriche                     | AG2R Citroën Team            | + 6 min 48 s                 |

| Classement par équipes | Classement par équipes             | Classement par équipes | Classement par équipes |
| Équipe                 | Équipe                             | Pays                   | Temps                  |
| ---------------------- | ---------------------------------- | ---------------------- | ---------------------- |
| 1re                    | Trek-Segafredo                     | États-Unis             | 86 h 00 min 38 s       |
| 2e                     | Bora-Hansgrohe                     | Allemagne              | + 10 s                 |
| 3e                     | Jumbo-Visma                        | Pays-Bas               | + 1 min 10 s           |
| 4e                     | Intermarché-Wanty-Gobert Matériaux | Belgique               | + 2 min 27 s           |
| 5e                     | Bahrain Victorious                 | Bahreïn                | + 3 min 13 s           |
| 6e                     | Ineos Grenadiers                   | Royaume-Uni            | + 3 min 31 s           |
| 7e                     | BikeExchange-Jayco                 | Australie              | + 3 min 36 s           |
| 8e                     | Movistar Team                      | Espagne                | + 9 min 47 s           |
| 9e                     | Astana Qazaqstan Team              | Kazakhstan             | + 9 min 53 s           |
| 10e                    | Team DSM                           | Pays-Bas               | + 10 min 36 s          |

| Classement par équipes | Classement par équipes             | Classement par équipes | Classement par équipes |
| Équipe                 | Équipe                             | Pays                   | Temps                  |
| ---------------------- | ---------------------------------- | ---------------------- | ---------------------- |
| 1re                    | Trek-Segafredo                     | États-Unis             | 86 h 00 min 38 s       |
| 2e                     | Bora-Hansgrohe                     | Allemagne              | + 10 s                 |
| 3e                     | Jumbo-Visma                        | Pays-Bas               | + 1 min 10 s           |
| 4e                     | Intermarché-Wanty-Gobert Matériaux | Belgique               | + 2 min 27 s           |
| 5e                     | Bahrain Victorious                 | Bahreïn                | + 3 min 13 s           |
| 6e                     | Ineos Grenadiers                   | Royaume-Uni            | + 3 min 31 s           |
| 7e                     | BikeExchange-Jayco                 | Australie              | + 3 min 36 s           |
| 8e                     | Movistar Team                      | Espagne                | + 9 min 47 s           |
| 9e                     | Astana Qazaqstan Team              | Kazakhstan             | + 9 min 53 s           |
| 10e                    | Team DSM                           | Pays-Bas               | + 10 min 36 s          |

## Abandons
- Michael Mørkøv (Quick-Step Alpha Vinyl) : non-partant
- Owain Doull (EF Education-EasyPost) : abandon
- Sergio Samitier (Movistar) : abandon
- Samuele Zoccarato (Bardiani CSF Faizanè) : abandon